# Humberto Santillán Arista
Humberto Santillán Arista (Chachapoyas, 21 de febrero de 1906 - Lima, 1 de noviembre de 2001) fue un profesor y autor de libros de texto peruano, de larga e influyente presencia  en el área  de la docencia básica de la Lengua y Literatura castellanas en el Perú, durante décadas.

## Biografía
Fue hijo de Miguel Santillán Chávez y Brígida Arista Tuesta. Nació en la ciudad de Chachapoyas, departamento de Amazonas, en el nororiente del Perú, donde transcurrió toda su infancia. Cursó su educación primaria en el colegio Seminario Jesús María y la secundaria en el Colegio San Juan de la Libertad, llegando a ocupar el primer puesto de su promoción.
Siendo muy joven viajó a Lima donde descubrió su vocación como docente. En 1928 se graduó como maestro primario en el Instituto Pedagógico Nacional. En 1937 ingresó en la Universidad Nacional Mayor de San Marcos donde cursó estudios de Historia y Geografía, egresando en 1941. Tuvo por catedráticos a Julio C. Tello, Luis E. Valcárcel, Raúl Porras Barrenechea y Jorge Basadre (a quienes denominó como los cuatro ases de la historia del Perú).
Ejerció la labor docente como profesor de Lenguaje y Literatura, a lo largo de cinco décadas, en varios colegios públicos de Lima y de provincias, así como en diversos centros de formación académica. Entre ellos mencionamos a los siguientes:
- La Escuela Naval del Perú.
- El Colegio Militar Leoncio Prado.
- La Pontificia Universidad Católica del Perú.
- La Escuela Militar de Chorrillos.
- La Gran Unidad Escolar Ricardo Bentín (sección nocturna).

Particularmente, se recuerda su paso por el Colegio Militar Leoncio Prado, donde enseñó Gramática y Literatura Castellana durante 32 años (1944-1975), siendo uno de sus alumnos el posteriormente laureado escritor Mario Vargas Llosa (1950), quien lo recuerda como «el típico profesor machacón, que te hacía memorizar las clases». Colegas suyos fueron otros destacados docentes como Flavio Vega Villanueva (matemáticas), Aníbal Ísmodes (historia universal) y Hermann Buse de la Guerra.
Con el apoyo de la imprenta del C. M. Leoncio Prado, publicó sus célebres libros escolares de Castellano y Literatura, que a lo largo de las décadas de 1950 a 1970 sirvieron de texto de consulta de varias generaciones de escolares peruanos.
El Ministerio de Educación le concedió las Palmas Magisteriales en el grado de Amauta,[cita requerida] máximo galardón que se otorga a un educador en el Perú.

## Obras
Aparte de sus textos de Castellano para el primer, segundo y tercer año de educación secundaria (reeditados y reestructurados, durante muchos años, según los programas vigentes del Ministerio de Educación), publicó un libro de Ortografía y vocabulario (Editorial Colegio Militar Leoncio Prado, 196?) y el tan conocido libro: Mi Maestro ( tesauro escolar en coautoría). Cabe resaltar, que sus enseñanzas también estuvieron incorporadas en los libros que preparaba el Ministerio de Educación.